# Єрім Мбан'їк Арам Бакар
Єрім Мбан'їк Арам Бакар (д/н — 1732) — брак (володар) держави Ваало в 1716—1732 роках. Зміцнив державу, звільнивши від зовнішньої залежності. Домігся рівноправних відносин з французькими колоністами.

## Життєпис
Походив з династії Мбодж. Старший син Арам Бакара (Баку) та Фари Кондами з гілки Меен династії Теед'єк. Про молоді роки відомостей обмаль. Ймовірно за правління свого стрийка — брака Бер Т'яаки разом з двома братами очолив повстання. Причиною стало те, що брак призначив своїми спадкоємцями синів сестри з гілки Логгар. Проте Єрім Мбан'їк зазнав поразки, внаслідок чого втік до імперії Фута-Торо, де отримав підтримку від тамтешнього володаря Сулей Нджая II.
1716 року зумів з військом повернутися до Ваало. На його бік перейшла частина державної ради (себ-ак-баор). У вирішальній битві біля столиці Ндіурбел завдав поразки Бер Т'яаку. Останній боровся за владу протягом декількох років, але зрештою вимушений був тікати до держави Волоф.
Невдовзі Єрім Мбан'їк Арам Бакар виступив проти імперії Фута Торо. завдавши поразки правителю Гелааджа Гайсірі, внаслідок чого тривала залежність Ваало від Фута-Торо (з 1600 року) припинилася. Переніс столицю до більш зручного місця — Ндйані (неподалік сучасного Ришар-Толя на півночі Сенегалу).
У 1719 року Андре Брю, губернатор Компанії Індій в Сен-Луїсі, підбурили Маліхурі Діопа, кангаме області Бетіо, до оголошення самостійності. Бюре розраховував використати його володіння для наступу на Кайор і Ваало. 1720 року новий губернатор Ніколя де Сен-Робер відмовився від підтримки заколоту, встановивши гарні стосунки з браком Ваало. Наслідком цього стало замирення з Маліхурі Діопом.
1722 року вправно втрутившись у конфлікт між Меїсса Теінде Веджем, дамелем Кайорі, та державою Баол, Єрім Мбан'їк Арам Бакар зумів від першого отримати місто Бетубе (Туубе) на кордоні між Кайорі і Ваало. 1724 року французький губернатор Жюль дю Беле та Андре Брю знову спровокували Маліхурі Діопа на повстання проти Жрім Мбан'їка. Втім останній не допустив втручання в події Кайору. Невдовзі перетягнув на свій бік Жюля дю Белле, а за цим завдав поразки Маліхурі Діопу, який загинув у битві біля Беехаку.
З середини 1720-х років вимушений був протистояти наступу еміратів Трарза і Бракна з півночі. Боротьба з останнім тривала до самої смерті Єрім Мбан'їка, що настала 1732 року. Йому спадкував брат Нд'як Арам Бакар.